# Gavrákia
Gavrákia (Gavrakia) är en ort i Grekland.   Den ligger i prefekturen Nomós Kardhítsas och regionen Thessalien, i den centrala delen av landet, 190 km nordväst om huvudstaden Aten. Gavrákia ligger 164 meter över havet och antalet invånare är 216.
Terrängen runt Gavrákia är kuperad söderut, men norrut är den platt. Runt Gavrákia är det ganska glesbefolkat, med 26 invånare per kvadratkilometer. Närmaste större samhälle är Anávra, 7,8 km väster om Gavrákia. Trakten runt Gavrákia består till största delen av jordbruksmark.